# 류지혜 (탁구 선수)
류지혜(1976년 2월 10일 ~ )는 한국의 제일모직 소속 탁구 선수였다. 초등학교시절 교사의 권유로 탁구에 입문하여 현정화를 꺾는 실력으로 붙박이 국가대표로 활동했다. 1996년 미국 애틀랜타 올림픽에서 박혜정과 함께 복식 동메달을 획득하였다.
2000년 하계 올림픽에서는 김무교와 함께 복식 동메달을 획득하였다.